# Labus armatus
Labus armatus är en stekelart som först beskrevs av Cameron 1900.  Labus armatus ingår i släktet Labus och familjen Eumenidae. Inga underarter finns listade i Catalogue of Life.